# Texaský masakr motorovou pilou (film, 2003)
Texaský masakr motorovou pilou je americký hororový snímek režiséra Marcuse Nispela, remake stejnojmenného snímku z roku 1974. Děj filmu byl částečně inspirován případem amerického sériového vraha Eda Geina.

## Děj
Parta přátel si vyjede na koncert do Mexika. Cestou přiberou podivnou dívku, která se po pár slovech typu "Všichni zemřete." v jejich dodávce zastřelí. Proto se rozhodnou zastavit na nejbližší benzínové stanici a její sebevraždu nahlásit policii. Na stanici však telefon nefunguje a majitelka je pošle ke starému nedalekému mlýnu, kde na ně má šerif čekat. Nikdo z nich ale netuší, že vše je jen promyšlený plán, jak je všechny zabít. Na místě na ně totiž čeká psychopatický zabiják s motorovou pilou a jeho kanibalská rodina.

## Obsazení
| Jessica Biel      | Erin                        |
| Jonathan Tucker   | Morgan                      |
| Eric Balfour      | Kemper                      |
| Erica Leerhsen    | Pepper                      |
| Mike Vogel        | Andy                        |
| Andrew Bryniarski | Thomas Hewitt - Kožená tvář |
| R. Lee Ermey      | Charlie Hewitt/ šerif Hoyt  |
| Terrence Evans    | Monty                       |
| David Dorfman     | Jedidiah                    |

## Zajímavosti
- Do role Erin se uvažovalo o Katie Holmes.
- Na Ukrajině byl film zakázán ministrem kultury.[zdroj?]
- Dolph Lundgren dostal nabídku hrát Thomase Hewitta, ale odmítl, protože chtěl trávit víc času se svou rodinou.
- Erica Leerhsen ve své scéně křičela tak hlasitě, že lidi, kteří pracovali v jiné části budovy, kde se natáčelo, zavolali na policii a ohlásili, že poblíž byla přepadena nějaká žena.
- Na začátku filmu poslouchá parta písničku Sweet Home Alabama (1974), film se ale odehrává v roce 1973.
- Navzdory názvu byly ve filmu vidět pouze dvě vraždy motorovou pilou.